# Pantomallus costulatus
Pantomallus costulatus là một loài bọ cánh cứng trong họ Cerambycidae.